# Insígnia de la citació d'honor
La Insígnia de la citació d'honor (alemany: Ehrenblattspange) va ser una condecoració de l'Alemanya nazi durant la Segona Guerra Mundial. Hi havia diferents versions per a l'Exèrcit, la Força Aèria i la Marina.

## Història
El Quadre d'Honor de l'Exèrcit alemany (en alemany: Ehrenblatt des Deutschen Heeres) es va publicar per primera vegada el juliol de 1941 després de la invasió alemanya de la Unió Soviètica. El quadern registrava els noms dels soldats que s'havien distingit en combat d'una manera excepcional, i es va publicar a la Gazeta d'Ordenança de l'Exèrcit (Heeres-Verordnungsblatt). Fins al 30 de gener de 1944 només va ser un premi en paper. En aquesta data, Adolf Hitler va introduir una condecoració física per a ser usada en uniforme per aquells que figuraven al Quadern d'Honor.
El febrer de 1943 es va instituir un Quadre d'Honor similar de l'Armada alemanya (Ehrentafel der Deutschen Kriegsmarine), amb una decoració per portar introduïda el maig de 1944.
La Insígnia de la citació d'honor de la Força Aèria alemanya (Ehrenblatt der Deutschen Luftwaffe) es va instituir el 5 de juliol de 1944, amb la condecoració introduïda al mateix temps. Els membres de la Força Aèria que havien rebut prèviament la Copa d'Honor o la Placa d'Honor de la Luftwaffe van rebre automàticament la insígnia de la citació d'honor de la Força Aèria.
Per als tres serveis, per optar al tancament de la llista d'honor, un destinatari ha de tenir:
- ja han rebut la Creu de Ferro tant de segona com de primera classe;
- una vegada més (després de rebre la Creu de Ferro en ambdues classes) haver-se distingit en combat; i
- ser inclòs a la llista d'honor de l'exèrcit alemany.

Els premis estaven a criteri de l'Alt Comandament alemany i es van atorgar amb moderació per mantenir un alt nivell de prestigi. Un total de 4.556 van ser concedits a membres de l'exèrcit i de les Waffen-SS. Les Waffen-SS no formaven part legalment de l'exèrcit alemany, però tanmateix eren elegibles amb les mateixes condicions que l'exèrcit.

## Descripció
La Insígnia de la citació d'honor de l'Exèrcit estava fet de metall daurat. La decoració contenia una corona de 24,5 mm de diàmetre, formada per sis ramats de fulles de roure a cada costat. L'amplada de la corona era de 5 mm al punt més ample i es va estrenar fins a l'àpex on dues fulles de roure es troben de punta a punta. L'alçada de la insígnia des de la base fins a la punta era de 26 mm. L'esvàstica es va sobreposar a la corona feta per separat i es va soldar al conjunt de la corona.
De les altres versions, el fermall de la Marina comprenia una esvàstica superposada a una àncora, amb el fermall de la Força Aèria mostrant l'àguila de la Luftwaffe, ambdós tipus exhibits dins d'una corona circular de roure de metall daurat.
El revers de totes les versions tenia quatre agulles per a la fixació per permetre la fixació a una cinta de la Creu de Ferro de segona classe. A continuació, aquesta cinta es va passar pel segon forat del botó de la túnica del destinatari. La decoració no es portava a la cinta de la creu de ferro quan es portava la pròpia creu.
Els premis de l'època nazi van ser inicialment prohibits per la República Federal d'Alemanya de postguerra. El 1957, moltes condecoracions militars de la Segona Guerra Mundial, inclosa la Insígnia de la citació d'honor, es van tornar a autoritzar per al seu desgast. Redissenyada per eliminar el símbol de l'esvàstica, la versió de l'exèrcit ara mostrava dues espases creuades al centre, amb els fermalls de la Marina i la Força Aèria sense canvis, a part de l'absència de l'esvàstica. Els membres del Bundeswehr podien portar el fermall a la barra de la cinta, representada per una petita rèplica del premi en una cinta de creu de ferro.